# Пет цивилизованих племена
„Пет цивилизованих племена” (енгл. "Five Civilized Tribes") је термин који потиче из колонијалног и раног федералног периода. Односи се на пет америчких стародједилачких народа — Чероки, Чикасо, Чокто, Маскоги и Семиноли. То су првих пет племена које су англо-европски досељеници сматрали „цивилизованима” према сопственом погледу на свијет, зашто је ових пет племена прихватило особине колонистичке културе, нпр. хришћанство, централизовану власт, писменост, тржишно учешће, писане законе, бракове са бијелим Американцима, као и робове на плантажама. Пет цивилизованих племена су покушавала одржати стабилне политичке односе са Европљанима.